# Vasgárda
A Vasgárda (románul Garda de Fier) nacionalista, majd Corneliu Codreanu halála után 1938-tól – mikor Horia Sima és Ion Antonescu lett a vezetője – már antiszemita és magyarellenes mozgalom volt Romániában 1927-től a második világháború éveiig.

## Története

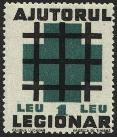
Bélyeg a Vasgárda jelével egy zöld kereszten, amely egyik humanitárius programjukat jelképezte

A Vasgárda alapját adó politikai mozgalmat Corneliu Zelea Codreanu alapította 1927. június 24-én az 1. számú napiparancsban Mihály Arkangyal Légiója néven (Legiunea Arhanghelului Mihail), és ő volt a vezetője haláláig, 1938-ig. Követőit gyakran „legionáriusok” néven emlegették (legionarii), a mozgalmat pedig ókori római mintára „Légió” vagy „Légiós Mozgalom” (Mișcarea Legionară). A gyakran betiltott mozgalom többször nevet váltott. 
Codreanu a tulajdonképpeni Vasgárdát, a Légió paramilitáris ágát 1930 márciusában hozta létre, bár a név eredetileg magára a Légióra utalt. 
Az 1929 októberében kitört nagy gazdasági világválság hatalmas csapást mért Románia döntően mezőgazdasági jellegű gazdaságára. A szociális demagógiát hirdető szervezet az 1930-as években fokozatosan megerősödött. A gárda tagjai, a „légionisták” háborút hirdettek a kommunistákkal és a zsidókkal szemben, zaklatták és bántalmazták őket a nyílt utcán, illetve titokban politikai gyilkosságokat terveltek ki és hajtottak végre. 
Franciaország nyomására 1933-ban hivatalosan feloszlatták, de az a valóságban tovább működött. 1935 júniusában a Légió hivatalos neve „Mindent a Hazáért Párt” (Partidul Totul pentru Țară) lett.  A Gárda hamarosan a Harmadik Birodalom támogatását is elnyerte, és a legnagyobb hatású balkáni szélsőjobboldali mozgalommá nőtte ki magát, miközben erőteljesen hozzájárult Románia politikai életének destabilizálásához. A román kormány ennek megfelelően hol támogatta, hol üldözte.
A párt az 1937-es választásokon 16%-ot ért el, és 66 székkel a harmadik legnagyobb parlamenti  
frakciója lett. II. Károly király részvételükkel alakíttatott koalíciós kormányt, amelyben Horia Sima pedig miniszter lett. 
1938-ban a király diktatúrát vezetett be, az uralkodó és a Vasgárda között hatalmi harc vette kezdetét. Codreanut bebörtönözték, majd a király parancsára rabszállító autón gyilkolták meg, II. Károly a Vasgárda további 300 vezető tagját végeztette ki 1938-ban. 
A II. világháború kitörésekor, Lengyelország német lerohanásakor, 1939. szeptember 6-án Armand Călinescu miniszterelnök  deklarálta Románia semlegességét, válaszul szeptember 21-én a vasgárdisták egy Németországból hazatérő halálkommandója Sima parancsára megölte. Armand Călinescu meggyilkolására válaszul II. Károly a Vasgárda 252 vezető tagját agyonlövette, a kivégzésekre gyakran a nyílt utcán került sor a szervezet tagjainak megfélemlítésére.
A második bécsi döntés után kialakult helyzetben II. Károly királyi diktatúrája megbukott, az uralkodó külföldi száműzetésre kényszerült, 1940. szeptember eleje után – mikor a németek Antonescu-t hatalomra emelték – az egyedüli engedélyezett politikai szervezet maradt az országban. Sima parancsnok miniszterelnök-helyettesként az ország harmadik emberének számított az új király, Mihály és Antonescu miniszterelnök után. Antonescu csak azért tette még erősebbé a Vasgárdát, mert meg akarta nyerni azt a többséget, amit a Vasgárda meg tudott szerezni magának az országban. 1940 novemberében került sor a jilavai mészárlásra, amely során II. Károly bukott diktatúrájának bebörtönzött vezetőit, összesen 60 főt megölt a Vasgárda, köztük Gheorghe Argeșanu tábornokot, volt miniszterelnököt, Victor Iamandi volt igazságügyminisztert, Gabriel Marinescu tábornokot, volt belügyminisztert, Ioan Grigore Bengliu tábornokot, a csendőrség volt főparancsnokát, Mihail Moruzovot, a titkosszolgált (Siguranța) volt főnökét. 
A régi vezetőség az 1941. januári ún. legionárius felkelés után kegyvesztett lett, tagjai külföldre, Olaszországba (például Ion Constantin Drăgan) és Németországba (például Horia Sima) menekültek. Antonescu a megmaradt szervezetre támaszkodva diktatúrát vezetett be.
A vasgárdisták részt vettek a zsidók módszeres kiirtásában, a pogromokban Óromániában, Dél-Erdélyben és a Dnyeszteren túli megszállt területeken. A kegyetlenkedéseknek 1941–1943 között 350-400 000 zsidó áldozata volt.
A háború után betiltották.

## Megjelenése
A Vasgárda tagjai zöld egyenruhát hordtak, ami a megújulást szimbolizálta, emiatt zöldingeseknek (Cămășile verzi) is hívták őket. Karlendítéssel, azaz a római üdvözléssel köszöntötték egymást. Fő szimbólumuk a hármaskereszt volt, amely börtönráccsá állt össze. Ez a mártíriumot jelképezte, és a gárdisták Mihály arkangyal keresztjének nevezték (Crucea Arhanghelului Mihail).

## Lásd még
- Ion Antonescu
- Nemzetárulási per
- Noua Dreaptă